# (9216) Masuzawa
(9216) Masuzawa es un asteroide perteneciente al cinturón de asteroides, región del sistema solar que se encuentra entre las órbitas de Marte y Júpiter.
Fue descubierto el 1 de noviembre de 1995 por Satoru Otomo desde Kiyosato, Japón.

## Designación y nombre
Designado provisionalmente como 1995 VS, fue nombrado así por Hitoshi Masuzawa (n. 1945) quien es profesor y curador del Planetario y Museo Astronómico Gotoh de Tokio, donde trabajó durante 32 años hasta 1998. Realizó investigaciones históricas sobre las constelaciones chinas. El nombre fue sugerido por O. Muramatsu.

## Características orbitales
Masuzawa está situado a una distancia media del Sol de 2,252 ua, pudiendo alejarse hasta 2,619 ua y acercarse hasta 1,886 ua. Su excentricidad es 0,163 y la inclinación orbital 2,183 grados. Emplea 1234,59 días en completar una órbita alrededor del Sol.

## Características físicas
La magnitud absoluta de Masuzawa es 14,04. Tiene 4,106 km de diámetro y su albedo se estima en 0,347.